# Demokratik Parti
Demokratik Parti (del turc Partit Democràtic) fou un partit polític actiu a Turquia entre 1970 i 1980. Fundat el 18 de desembre de 1970, per diputats i altres politics escindits de l'Adalet Partisi de Süleyman Demirel, el partit fou liderat primerament (1970-78) per l'exPresident de la Gran Assemblea Nacional de Turquia Ferruh Bozbeyli, i després (1978-80) per Faruk Sükan, un exMinistre de l'Interior. El partit fou abolit, el 4 de maig de 1980.